# Częstotliwość Debye’a
Częstotliwość Debye’a – teoretyczna najwyższa możliwa częstotliwość drgań atomów sieci krystalicznej. Wartość ta została zaproponowana przez Petera Debye’a w jego modelu ciała stałego. Wielkość ta związana jest z drganiami własnymi kryształu. Częstotliwość Debye’a jest zależna od prędkości dźwięku vs i koncentracji atomów w danym krysztale N/V
{\displaystyle \nu _{m}=\left({\frac {3N}{4\pi V}}\right)^{1/3}v_{s}}
Ciało stałe nie może przenosić fal (dźwięku) o częstotliwości większej od częstotliwości Debye'a.
Częstotliwość Debye'a dla diamentu  wynosi 3*1014 Hz, jest to jedna z najwyższych częstości Debye'a.